# Teckomatorps station
Teckomatorps station är en järnvägsstation i Teckomatorp i Svalövs kommun. Stationen genomkorsas av Rååbanan samt godsstråket genom Skåne.
Stationen trafikeras av Pågatågen (Skånetrafiken).

## Historia
När Västkustbanan skulle planeras var sträckningen en livlig debatt. Malmö stad ville att den skulle dras så rakt som möjligt medan Lund ville att banan skulle dras från just Lund. Malmö stad vann och sträckningen i Skåne blev då Malmö-Arlöv-Lomma-Kävlinge-Teckomatorp-Åstorp-Ängelholm. Hela sträckan kunde i sin helhet invigas 1886, samma år invigdes även stationen i Teckomatorp. Teckomatorp hade visserligen haft järnväg sedan 1865 genom att de båda privata banorna Eslöv-Landskrona Järnväg och Helsingborg-Billeberga järnväg blev klara, dock utan att få någon station. Stationen i Teckomatorp byggdes som ett tvåvåningshus i rött tegel. Liksom övriga stationshus som uppfördes 1885-86 utmed Malmö-Billesholms järnväg, ritades Teckomatorps stationshus av arkitekten Adrian C. Peterson.
Under 1970-talet var den lokala persontrafiken i Skåne nedläggningshotad eftersom Statens Järnvägar (SJ) ansåg att trafiken var olönsam. Kommunerna i området tog därför år 1983 över den lokala persontrafiken och ett linjenät som fick namnet Pågatågen skapades. Som en följd av detta lades delen Landskrona-Billeberga ned och revs upp. Även Teckomatorp-Eslöv lades ned, dock utan att rivas upp. Numera är linjen till Eslöv återöppnad och används av Pågatågen.

## Nuläge
Sedan Västkustbanans nya sträckning genom Skåne blev klar i sin helhet 2001 trafikeras inte Teckomatorp av några fjärrtåg. Den trafikeras endast av Skånetrafikens pågatåg. 
Teckomatorps station
| Riktning från | Föregående station | Linje     | Linje     | Linje     | Linje     | Linje     | Nästa station | Riktning mot  |
| ------------- | ------------------ | --------- | --------- | --------- | --------- | --------- | ------------- | ------------- |
| Malmö C       | Kävlinge           | Pågatågen | Pågatågen | Pågatågen | Pågatågen | Pågatågen | Svalöv        | Åstorp        |
| Malmö C       | Marieholm          | Pågatågen | Pågatågen | Pågatågen | Pågatågen | Pågatågen | Billeberga    | Helsingborg C |